# Séismes de 2012 à Tabriz
Les séismes de 2012 à Tabriz désignent une série de séismes survenue en Iran à partir du 11 août 2012 à 16 h 53 heure locale. Deux séismes, respectivement d’une magnitude de 6,4 et 6,3, se sont produits à 11 minutes d’intervalle dans la province de l’Azerbaïdjan oriental. Une importante réplique d'une magnitude supérieure à 5 est survenue trois jours plus tard, le 14 août. Un bilan fait état de quelque 306 morts et 3 037 blessés principalement dans les régions rurales et montagneuses au nord-est de Tabriz et 45 morts ont été recensés dans la ville d'Ahar. Le séisme a également été ressenti en Arménie et en Azerbaïdjan mais aucun dégât n'a été rapporté dans ces pays limitrophes.

## Dégâts
Les médias iraniens ont rapporté de violentes secousses dans les villes d'Ahar, Heris et Varzaqan, localisées en Azerbaïdjan oriental, à 16 h 53 heure locale (12 h 23 GMT). Environ 250 individus ont été confirmés morts et plus de 2 000 blessés ont été recensés,. Des hélicoptères et équipes de secours ont été déployés dans les villages. Press TV dénombre au moins une soixantaine de villages dont les dégâts dépassent les 50 et 80 %, en plus de six autres qui ont été complètement ravagés. Au moins 45 morts et plus de 500 blessés ont été dénombrés à Ahar, ville dans laquelle l'électricité et les réseaux téléphoniques ont été coupés.